# Platythelphusa
Platythelphusa é um género de crustáceo da família Potamonautidae.
Este género contém as seguintes espécies:
- Platythelphusa armata
- Platythelphusa conculcata
- Platythelphusa denticulata
- Platythelphusa echinata
- Platythelphusa immaculata
- Platythelphusa maculata
- Platythelphusa polita
- Platythelphusa praelongata
- Platythelphusa tuberculata